# PGC 13241
LEDA/PGC 13241 ist eine Linsenförmige Galaxie vom Hubble-Typ SB0 im Sternbild Eridanus am Südsternhimmel. Sie ist schätzungsweise 68 Millionen Lichtjahre von der Milchstraße entfernt. Die Galaxie gilt als Mitglied des Eridanus-Galaxienhaufens. Gemeinsam mit NGC 1359, NGC 1407, NGC 1440, NGC 1452, IC 343, IC 346, PGC 13220 und PGC 13511 bildet sie die NGC 1407-Gruppe oder LGG 100.